# Паноптикум 59
„Паноптикум 59“ (на немски: Panoptikum 59) е австрийски драматичен филм от 1959 година.

## В ролите
- Михаел Хелтау като Вернер
- Александър Троян като Клингер
- Елизабет Берзобохати като Кора
- Хайки Айс като младия мъж
- Паула Елгес като Теа Гутвел
- Мелани Хорешовски като възрастната дама
- Ерна Корхел като майката на Фелисита
- Хелмут Краус като доктор Шмук
- Ула Пур като Фелисита
- Херберт Шмид като Шалк

## Номинации
- Номинация за Златна мечка за най-добър филм от Международния кинофестивал в Берлин през 1959 година.[1]